# Formula Tasman 1964
La stagione 1964 della Formula Tasman fu la prima della serie.  Si disputò tra il 4 gennaio e il 2 marzo, su otto prove. Venne vinta dal pilota neozelandese Bruce McLaren su Cooper-Climax.

## La pre-stagione

### Calendario
|               | Gara | Nome                                           | Circuito                   | Giri | Lunghezza          | Data        | Resoconto |
| ------------- | ---- | ---------------------------------------------- | -------------------------- | ---- | ------------------ | ----------- | --------- |
| Nuova Zelanda | 1    | Levin International (Vic Hudson Memorial Race) | Circuito di Levin          | 28   | 28x1,770=49,56 km  | 4 gennaio   | Resoconto |
| Nuova Zelanda | 2    | Gran Premio della Nuova Zelanda                | Circuito di Pukekohe       | 50   | 50x3,540=177 km    | 11 gennaio  | Resoconto |
| Nuova Zelanda | 3    | Lady Wigram Trophy                             | Circuito di Wigram         | 44   | 44x3.730=161,14 km | 18 gennaio  | Resoconto |
| Nuova Zelanda | 4    | Teretonga International                        | Circuito di Teretonga Park | 50   | 50x2,413=120,69 km | 25 gennaio  | Resoconto |
| Australia     | 5    | Gran Premio d'Australia                        | Circuito di Sandown        | 63   | 63x3,730=161,14 km | 9 febbraio  | Resoconto |
| Australia     | 6    | Warwick Farm 100                               | Circuito di Warwick Farm   | 45   | 45x3,621=162,95 km | 16 febbraio | Resoconto |
| Australia     | 7    | Lakeside 99                                    | Circuito di Lakeside       | 66   | 66x2,414=159,32 km | 23 febbraio | Resoconto |
| Australia     | 8    | South Pacific Trophy                           | Circuito di Longford       | 25   | 25x7,242=181,05 km | 2 marzo     | Resoconto |

- Con sfondo scuro le gare corse in Australia, con sfondo chiaro quelle corse in Nuova Zelanda.

## Risultati e classifiche

### Gare
| Gara | Nome                                          | Circuito     | Tempo     | Velocità    | Pole Position | GPV                        | Vincitore     | Vettura        |
| ---- | --------------------------------------------- | ------------ | --------- | ----------- | ------------- | -------------------------- | ------------- | -------------- |
| 1    | Vic Hudson Memorial Race                      | Levin        | 24'36"8   | 120,85 km/h |               | Denny Hulme                | Denny Hulme   | Brabham-Climax |
| 2    | Eleventh New Zealand International Grand Prix | Pukekohe     | 1h14'20"7 | 142,86 km/h |               | Denny Hulme Franck Matich  | Bruce McLaren | Cooper-Climax  |
| 3    | 10th International Lady Wigram Trophy Race    | Wigram       | 1h05'00"8 | 148,73 km/h |               | Bruce McLaren              | Bruce McLaren | Cooper-Climax  |
| 4    | Teretonga International                       | Teretonga    | 58'24"5   | 123,99 km/h |               | Denny Hulme                | Bruce McLaren | Cooper-Climax  |
| 5    | 29th Australian Grand Prix                    | Sandown      | 1h15'19"2 | 128,36 km/h |               | Bruce McLaren Jack Brabham | Jack Brabham  | Brabham-Climax |
| 6    | International 100 Race                        | Warwick Farm | 1h13'45"1 | 132,56 km/h |               | Bruce McLaren              | Jack Brabham  | Brabham-Climax |
| 7    | Lakeside International 99                     | Lakeside     | 1h06'46"4 | 143,16 km/h |               | Jack Brabham               | Jack Brabham  | Brabham-Climax |
| 8    | South Pacific Trophy                          | Longford     | 1h00'25"8 | 179,79 km/h |               |                            | Graham Hill   | Brabham-Climax |

### Classifica piloti
Al primo vanno 9 punti, 6 al secondo, 4 al terzo, 3 al quarto, 2 al quinto e 1 al sesto. All'autore della pole position vanno 2 punti, 1 a quello del giro più veloce. Vengono tenuti validi i risultati di tre gran premi sui quattro corsi in ciascuna nazione. Valgono sempre i risultati del Gran Premio di Nuova Zelanda e di quello di Australia.
| Punti | 9 | 6 | 4 | 3 | 2 | 1 |

| Pos | Pilota          | LEV | NZL | LWT | TER | AUS | WAF | LAK | SPT | Punti   |
| --- | --------------- | --- | --- | --- | --- | --- | --- | --- | --- | ------- |
| 1   | Bruce McLaren   | (3) | 1   | 1   | 1   | Rit | 2   | (3) | 2   | 39 (47) |
| 2   | Jack Brabham    |     | Rit | 2   |     | 1   | 1   | 1   | Rit | 33      |
| 3   | Denny Hulme     | 1   | 2   | 3   | Rit | 5   | 5   | 9   |     | 23      |
| 4   | Timmy Mayer     | 2   | 3   | 8   | 2   | 4   | 3   | Rit | NP  | 23      |
| 5   | John Youl       | 4   | 4   | 4   | NP  | 3   | Rit | 2   | 5   | 21      |
| 6   | Graham Hill     |     |     |     |     |     | 4   |     | 1   | 12      |
| 7   | Bib Stillwell   |     |     |     |     | 2   | 6   |     | 4   | 10      |
| 8   | Jim Palmer      | (6) | 5   | 5   | 3   | 6   | 10  |     | 8   | 9 (10)  |
| 9   | Tony Shelly     | 5   | 6   | (6) | 4   | 8   | 7   | 5   | 7   | 8 (9)   |
| 10  | Frank Matich    |     | Rit |     |     | Rit | Rit | Rit | 3   | 4       |
| 11  | Frank Gardner   |     |     |     |     | 10  | 13  | 4   | 9   | 3       |
| 12  | Bill Thomasen   | Rit | NP  |     | 5   |     |     |     |     | 2       |
| 13  | Roly Levis      | 7   | 9   | 10  | 6   |     |     |     |     | 1       |
| 14  | Lex Davison     |     |     |     |     | Rit | 8   |     | 6   | 1       |
| 15  | Glynn Scott     |     |     |     |     | Rit | Rit | 6   |     | 1       |
| 16  | Rex Flowers     | 8   | 12  | 7   | Rit |     | 12  | 8   |     | 0       |
| 17  | Andy Buchanan   | 10  | 7   | 9   |     |     |     |     |     | 0       |
| 18  | Greg Cusack     |     |     |     |     |     | 11  | 7   | 10  | 0       |
| 19  | Arnold Glass    |     |     |     |     | 7   | Rit | Rit | Rit | 0       |
| =   | Jim Boyd        |     | Rit |     | 7   |     |     |     |     | 0       |
| 21  | Ken Sager       |     | 11  | 11  | 8   |     |     |     |     | 0       |
| 22  | David Young     |     | 8   | Rit |     |     |     |     |     | 0       |
| 23  | Neil Whittaker  | 9   |     |     |     |     |     |     |     | 0       |
| =   | David Walker    |     |     |     |     | 9   | Rit | Rit | Rit | 0       |
| =   | Leo Geoghegan   |     |     |     |     | Rit | 9   |     |     | 0       |
| 26  | Dene Hollier    |     | 10  |     |     |     |     |     |     | 0       |
| 27  | Peter Slocombe  | 11  |     |     |     |     |     |     |     | 0       |
| =   | Jack Hobden     |     |     |     |     |     |     |     | 11  | 0       |
| 29  | Mel McEwin      |     |     |     |     | Rit |     |     | 12  | 0       |
| —   | Chris Amon      | Rit | Rit | Rit | Rit |     |     |     |     | 0       |
| —   | Bruce Abernethy | Rit |     |     |     |     |     |     |     | 0       |
| —   | Charlie Smith   |     |     |     |     | Rit | Rit |     |     | 0       |
| —   | Jack Hunnam     |     |     |     |     | Rit | Rit |     |     | 0       |
| —   | Bill Patterson  |     |     |     |     | Rit |     |     | Rit | 0       |
| —   | Tony Osborne    |     |     |     |     | Rit |     |     | Rit | 0       |
| —   | Doug Whiteford  |     |     |     |     | Rit |     |     |     | 0       |
| —   | Keith Rilstone  |     |     |     |     | Rit |     |     |     | 0       |
| —   | David Fletcher  |     |     |     |     | Rit |     |     |     | 0       |
| —   | Wally Mitchell  |     |     |     |     | Rit |     |     |     | 0       |
| —   | Lionel Ayers    |     |     |     |     |     |     | Rit |     | 0       |
| —   | Barry Porter    |     |     |     | NP  |     |     |     |     | 0       |
| —   | Ken Smith       |     | NQ  |     |     |     |     |     |     | 0       |
| Pos | Pilota          | LEV | NZL | LWT | TER | AUS | WAF | LAK | SPT | Punti   |

| Colore  | Risultato             |
| ------- | --------------------- |
| Oro     | Vincitore             |
| Argento | 2º posto              |
| Bronzo  | 3º posto              |
| Verde   | Finito a punti        |
| Blu     | Finito senza punti    |
| Viola   | Ritirato (Rit)        |
| Viola   | Non classificato (NC) |
| Rosso   | Non qualificato (NQ)  |
| Nero    | Squalificato (SQ)     |
| Bianco  | Non partito (NP)      |
| Bianco  | Non ha gareggiato     |
| Bianco  | Infortunato (INF)     |
| Bianco  | Escluso (ES)          |
| Bianco  | Gara cancellata (C)   |